# شب‌خروش کاکلی
شب‌خروش کاکلی (نام علمی: Penelope purpurascens) نام یک گونه از سرده شب‌خروش‌های اصلی است.